# Programma Flagship

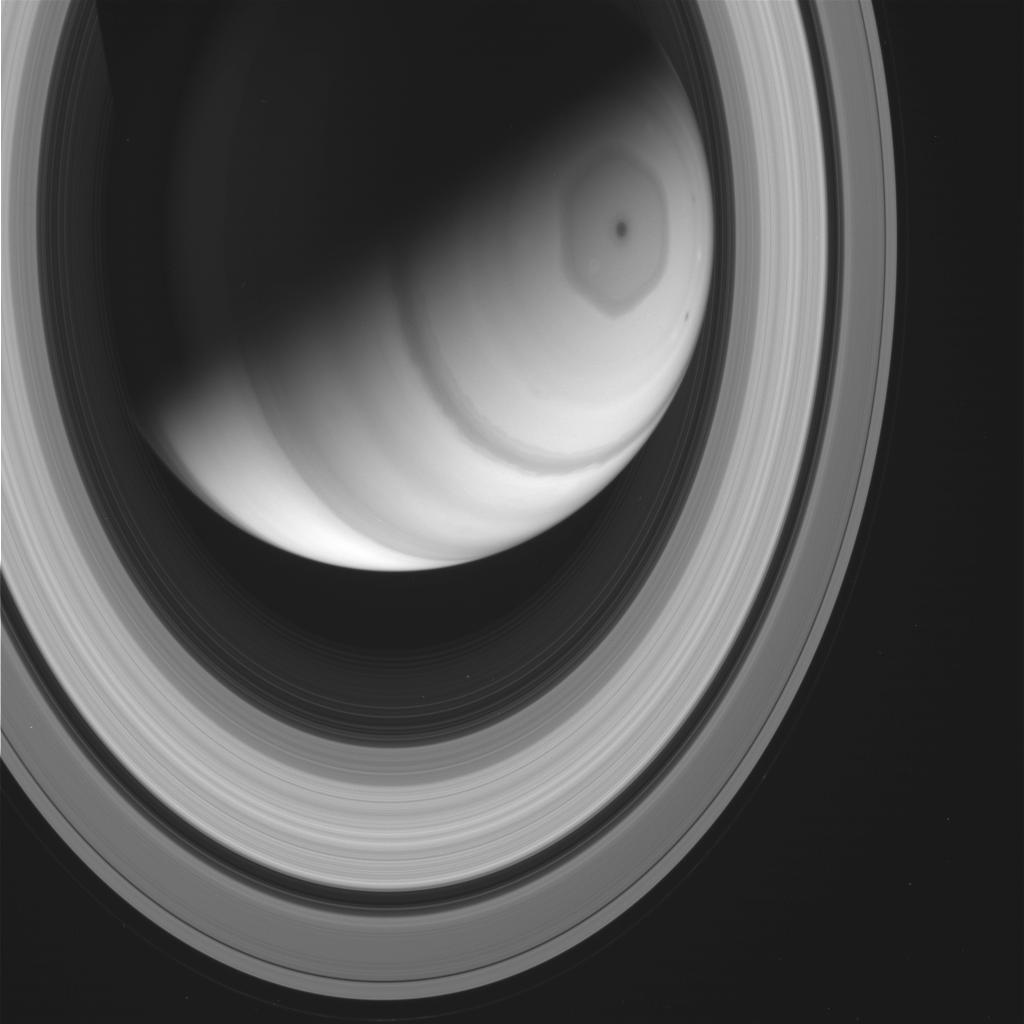
Immagine di Saturno ottenuta dalla sonda Cassini, sviluppata dalla NASA, in collaborazione con ESA ed ASI, nell'ambito del Programma Flagship.

Il Programma Flagship è costituito da una serie di missioni della NASA per l'esplorazione del Sistema solare. Costituisce la più grande e costosa delle tre classi di missioni per l'esplorazione del Sistema solare della NASA; le altre due sono indicate come Programma New Frontiers, a medio costo, e Programma Discovery, a basso costo.
La NASA prevede un costo superiore al miliardo di dollari per una missione di classe Flagship. Queste missioni sono cruciali nel permettere all'uomo di raggiungere ed esplorare target ad alta priorità. Questi obiettivi altamente critici potrebbero aiutare a stabilire i limiti dell'abitabilità planetaria, non solo per il Sistema solare, ma per sistemi planetari in generale. In particolare, essi potrebbero fornire una possibilità di identificare molecole organiche prebiotiche o anche la presenza di vita al di fuori della Terra, se esiste. Il Programma Flagship può includere missioni complesse verso l'atmosfera e la superficie di Venere, l'atmosfera inferiore e la superficie di Titano, la superficie e l'oceano sotterraneo di Europa, l'atmosfera tempestosa di Giove, la superficie polverosa di Marte, il sistema degli anelli di Saturno, le profonde atmosfere dei giganti di ghiaccio Urano e Nettuno, la superficie di Tritone, i pennacchi di Encelado, la superficie e magnetosfera di Mercurio, e la superficie del nucleo di una cometa sotto forma di campioni criogenicamente conservati.

## Storia

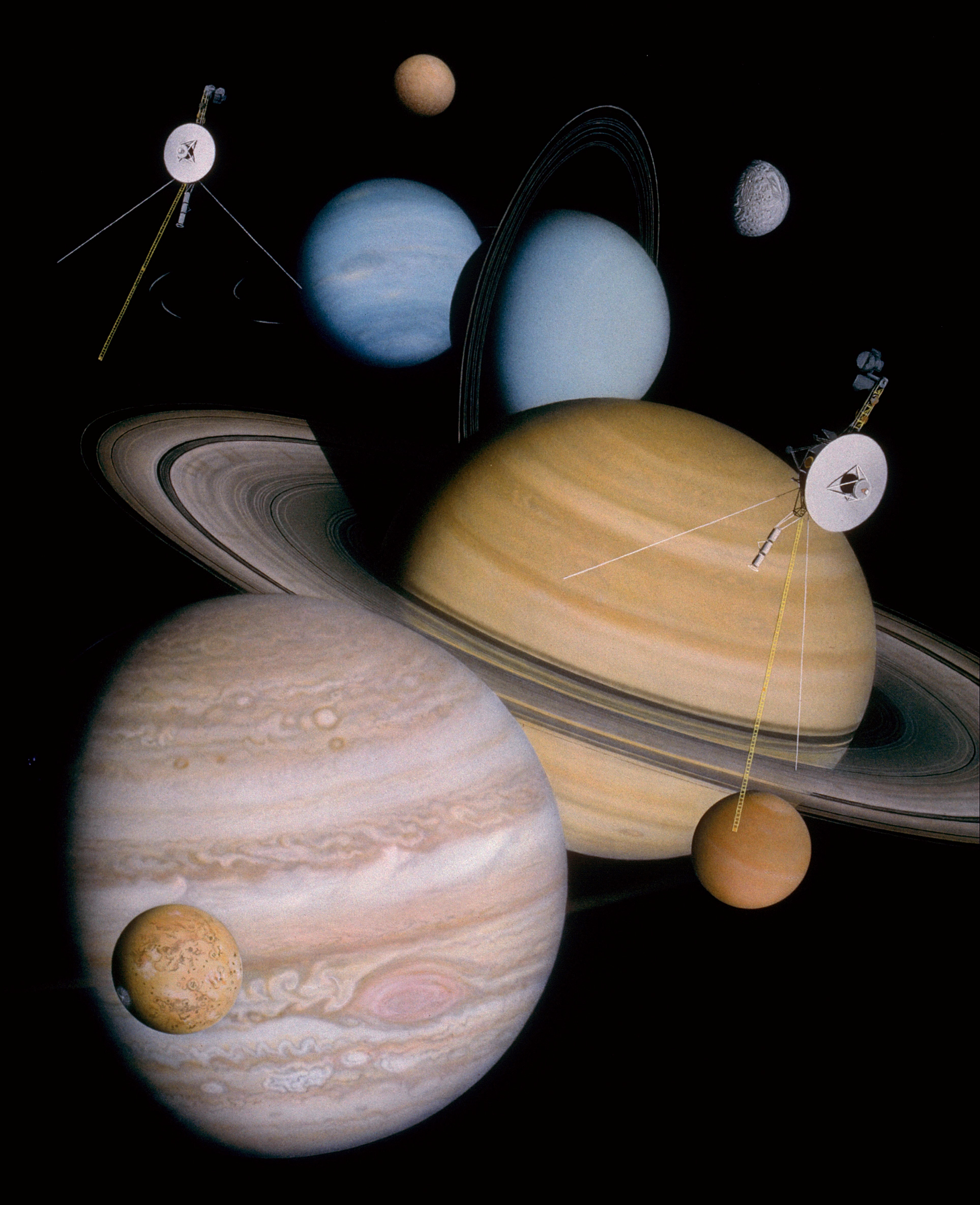
Rendering artistico delle sonde Voyager con i pianeti e alcuni dei satelliti da loro esplorati

Appartengono o sono appartenute al Programma Flagship, le sonde Viking (1975), le Voyager (1977), la Galileo (1989), la Cassini-Huygens (1997), il Chandra X-ray Observatory (1999) e il Mars Science Laboratory (2011).
Le missioni in corso al 2024, per le quali è previsto un costo stimato in diversi miliardi di dollari, includono il Mars 2020 e l'Europa Clipper (2024).
Le sonde Voyager marcano la transizione tra gli originali programmi senza equipaggio della NASA, che erano finanziati e organizzati come una serie di missioni relazionate per target specifici come le sonde Mariner, le Pioneer, le Surveyor, le Ranger etc., e il moderno Flagship. Nei primi anni novanta la NASA decise di adottare un approccio di missione pianificata in fasce di costo, ovvero Discovery, New Frontiers e Flagship. Mentre le squadre proponenti assemblano da sole le missioni Discovery e New Frontiers, le sonde Flagship sono fortemente influenzate dai centri di ricerca della NASA. È inoltre differente la frequenza delle missioni Discovery e New Frontiers, più frequenti delle missioni Flagship, che seguono un approccio organizzativo ad hoc.
Nel 2011 il Planetary Science Decadal Survey ha indicato alla NASA che la missione Flagship più importante da sviluppare fosse un rover per il campionamento della superficie di Marte, indicato Mars Astrobiology Explorer-Cacher (MAX-C), come contributo americano al programma ExoMars con l'Agenzia Spaziale Europea (ESA) e come precursore di una proposta missione di recupero di campioni di suolo marziano. La seconda missione ad alta priorità era stata identificata nel Jupiter Europa Orbiter, proposto come parte della missione congiunta NASA-ESA EJSM/Laplace, che avrebbe studiato Europa nel dettaglio come sito di interesse esobiologico.

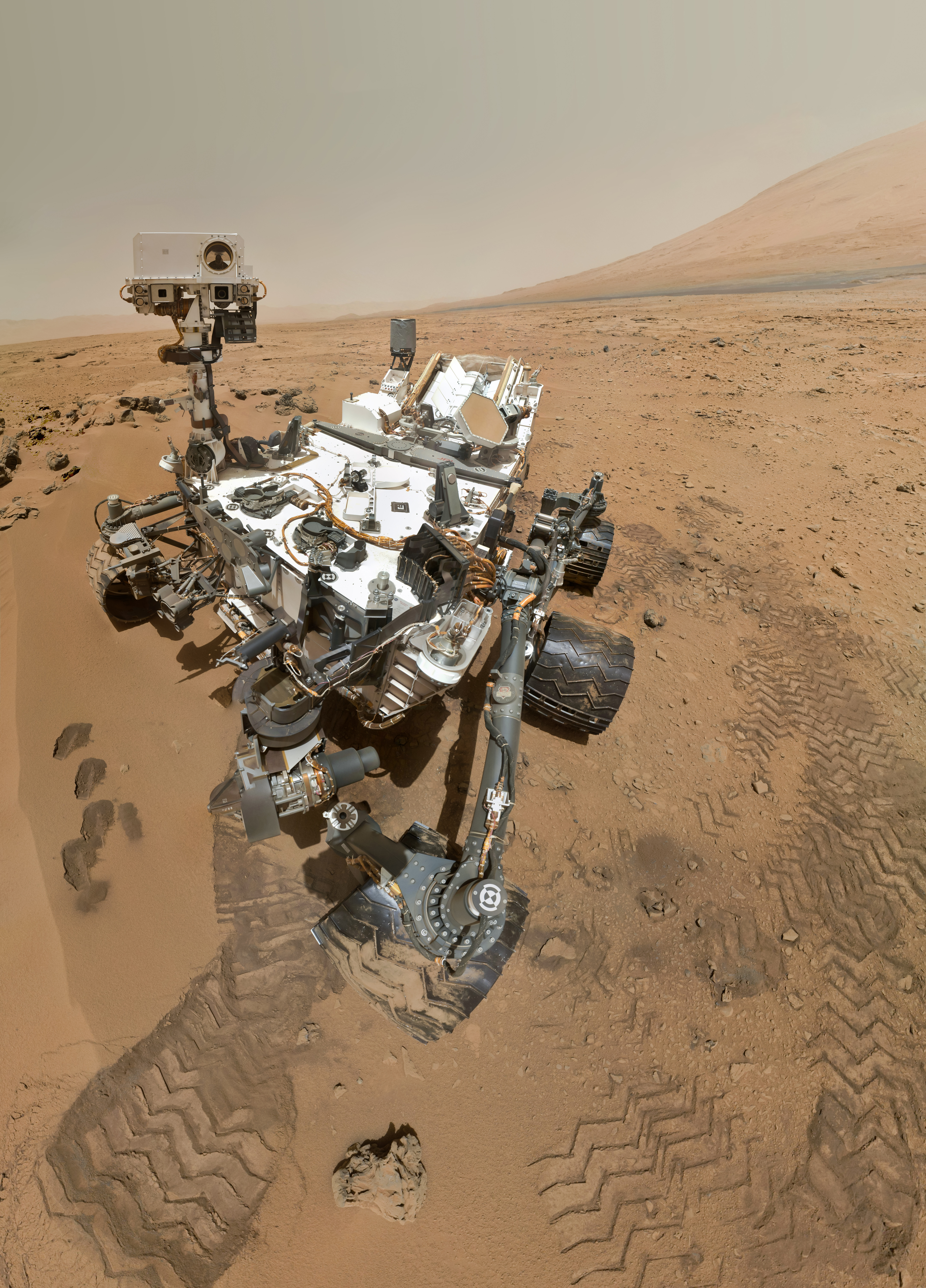
Il 31 ottobre 2012 Curiosity ha utilizzato il Mars Hand Lens Imager (MAHLI) per scattare le 55 foto che, unite, formano questo "autoritratto".

In accordo alle previsioni di spesa del Presidente Barack Obama per il bilancio della NASA per l'anno fiscale 2013 (FY2013), rese note nel febbraio del 2012, l'agenzia statunitense ha cessato la sua partecipazione al programma europeo per l'esplorazione di Marte, ExoMars, per via della riduzione del finanziamento federale e dell'aumento del costo del telescopio spaziale James Webb. In quel momento, tutte le missioni di classe Flagship proposte vennero bloccate a tempo indefinito. Tuttavia, nel dicembre 2012, con un budget proposto di 1,5 miliardi di dollari, è stata approvata la missione Mars 2020, per l'invio su Marte di un rover, costruito sulla stessa architettura del Mars Science Laboratory, per la raccolta e l'analisi di campioni. Successivamente, nel giugno 2015, è stata approvata dalla NASA, entrando nello stadio di formulazione, anche una missione per l'esplorazione di Europa, l'Europa Clipper. Un'altra missione, proposta a febbraio 2017, l'Europa Lander, dopo una breve fase di concezione è stata cancellata dal budget annunciato dall'amministrazione Trump, con lo scopo di dare priorità all'orbiter precedentemente citato per studiare meglio il sistema gioviano prima di tentare una missione del genere.
Nel 2016, quattro diversi telescopi spaziali sono stati proposti per la selezione nel 2020: Large Ultraviolet Optical Infrared Surveyor (LUVOIR), Habitable Exoplanet Imaging Mission (HabEx), Origins Space Telescope (OST) e Lynx X-ray Observatory. I quattro gruppi dei relativi progetti avrebbero dovuto consegnare i loro rapporti finali entro il 2019 alla National Academy of Sciences, il cui comitato per l'indagine decennale consiglia la NASA su quale missione dovrebbe avere la massima priorità tra quelle che prevedono telescopi. La selezione si sarebbe svolta negli anni 2020 e il lancio sarebbe stato previsto all'incirca nel 2035.) Nel maggio 2018 ad almeno 3 delle 4 squadre sono stati imposti dei limiti di budget.
Per il decennio successivo (2023-2032), nel 2022, il Planetary Science ha indicato Uranus Orbiter and Probe ed Enceladus Orbilander come priorità principali, insieme al proseguimento degli studi sul progetto Mars Sample Return. Il rapporto ha preso in considerazione altri quattro concetti di missione di punta: Europa Lander, Mercury Lander, Neptune orbiter and probe e una missione verso Venere che includeva un orbiter, un lander e un "aerobot" che avrebbe operato nell'atmosfera del pianeta. Il sondaggio decennale ha tuttavia rifiutato di approvarli a causa di problemi di costi e disponibilità tecnologica.

## Missioni Flagship
| Nome missione | Inizio                       | Termine                      |
| Divisione Scienze Planetarie | Divisione Scienze Planetarie | Divisione Scienze Planetarie |
| --- | ---------------------------- | ---------------------------- |
| Viking 1, 2 | 1975                         | 1982                         |
| Voyager 1, 2 | 1977                         | Operativo                    |
| Galileo | 1989                         | 2003                         |
| Cassini-Huygens | 1997                         | 2017                         |
| Mars Science Laboratory/rover Curiosity | 2011                         | Operativo                    |
| Mars 2020/rover Perseverance | 2020                         | Operativo                    |
| Europa Clipper | 2024                         | Operativo                    |
| Uranus Orbiter and Probe | 2032                         | Proposta                     |
| Enceladus Orbilander | 2038                         | Proposta                     |
| Divisione Astrofisica |                              |                              |
| Compton Gamma Ray Observatory | 1991                         | 2000                         |
| Telescopio spaziale Hubble | 1990                         | Operativo                    |
| Chandra X-ray Observatory | 1999                         | Operativo                    |
| Telescopio spaziale James Webb | 2021                         | Operativo                    |
| Telescopio spaziale Nancy Grace Roman | 2027                         | In sviluppo                  |
| Progetti attualmente in gara per il programma Grandi Osservatori della NASA: - Habitable Exoplanet Imaging Mission (HabEx) - Large UV Optical Infrared Surveyor (LUVOIR) - Lynx X-ray Observatory - Origins Space Telescope |                              |                              |
| Divisione Eliofisica |                              |                              |
| Solar Dynamics Observatory | 2010                         | Operativo                    |
| Van Allen Probes | 2012                         | 2019                         |
| Magnetospheric Multiscale Mission (MMS) | 2015                         | Operativo                    |
| Parker Solar Probe | 2018                         | Operativo                    |
| Divisione Scienze della Terra |                              |                              |
| Terra | 1999                         | Operativo                    |
| Aqua | 2002                         | Operativo                    |
| ICESat | 2003                         | 2010                         |
| Aura | 2004                         | Operativo                    |
| Joint Polar Satellite System (JPSS) | 2011                         | Operativo                    |
| Plankton, Aerosol, Cloud, ocean Ecosystem (PACE) | 2024                         | Operativo                    |

Dei quattro Grandi Osservatori, solo il telescopio spaziale Spitzer non è stata una missione Flagship, poiché nonostante un budget previsto inizialmente di 2 miliardi di dollari, la missione è stato ridimensionata a un costo di 720 milioni di dollari, rientrando così nelle missioni a costo medio.